# Jozef Hoššo
Jozef Hoššo (Pozsony, 1946. május 11. – Pozsony, 2012. május 19.) szlovák középkoros régész, elsősorban kerámiával és kályhacsempékkel foglalkozott. A pozsonyi régészeti tanszék egykori vezetője.

## Élete
1960-ban kezdte és 1964-ben fejezte be középiskolai tanulmányait az Iparművészeti iskola kerámia és kályhacsempe szakosodásán, majd 1969-ben végzett a Comenius Egyetem régészet szakán. 1969-től egyetemi asszisztens, majd 1970-ben megszerezte kisdoktori címét. Ezek után rövid ideig az akkori Műemlékvédelmi Hivatalnak is dolgozott (1970-71). 1972-1974 között pedagógiát tanult. 1985-1988 között a régészeti és történeti tanszék titkára. 1986-ban kandidátusi fokozatot szerzett, 1996-tól docens. 1991-1997 között a Szlovák Régészeti Társaság elnökségi tagja, 2003-tól pedig a bizottságának tagja. 1999-2002 között tanulmányi tanácsadó, majd egészen nyugdíjazásáig 2002-2011 között a pozsonyi régészeti tanszék vezetője. Eközben a Comenius Egyetem melletti szakszervezet elnöke, két választási időszakon át, egészen 2011-ig, illetve az egyetem rektori kollégiumának is tagja volt. A brünni Masaryk Egyetem régészeti tanszékén számos alkalommal volt tagja a vizsgabizottságnak.
Lengyelországban, Bulgáriában, Magyarországon, Németországban és Ausztriában volt tanulmányúton. Ásatásokat végzett többek között: Botfaluban, Likavkán, Liptovská Mara környékén, Körmöcbányán, Nagyszombatban, Pozsonyban, Saskő várában, Selmecbányán, Szentannán, Zsolnán és másutt. Jelentősebb kutatásai közé tartoznak a zsolnai vár lokalizációja, a pozsonyi Szent Lőrinc rotunda és csontház, ill. a körmöcbányai templom feltárása. 2011-ben részt vett a Modoron megrendezett 40. Archaeologia Historica középkoros régészeti konferencia szervezésében. Tagja volt a tanszéki periodika, a Musaica szerkesztőbizottságának.

## Művei
- 1971 Biela stredoveká keramika na Slovensku podľa doterajšieho stavu bádania. In: Musaica 22 (11), 61-70.
- 1975 Kostolné cintoríny v Liptovskej Mare a v Liptovskej Sielnici – Výsledky historicko-archeologického výskumu. In: Liptov 3, Martin 1975, s. 121-166.
- 1980 Nález keltských mincí na archeologickom výskume na hrade Likava. In: Slovenská numizmatika 6, 99-111.
- 1980 Historicko-archeologický výskum peňazokazeckej dielne v Liptovskej Mare In: Zborník Slovenského národného múzea 74 – História 20, 237-259. (tsz. J. Hlinka)
- 1981 Vývoj stredovekej keramiky na západnom a strednom Slovensku. Bratislava (disszertáció)
- 1982 Neskorogotická kachlová pec z Liptovskej Mary. In: Archaeologia Historica 7, 499-508.
- 1983 Prehľad vývoja stredovekej keramiky na Slovensku. In: Archaeologia Historica 8, 215-232.
- 1984 Die Dekoration der Keramik im Hoch- und Spätmittelalter in der Slowakei. In: Musaica 17, 127-144.
- 1985 Stredoveké hrnčiarstvo na území Gemera, Novohradu a Hontu. In: Vlastivedné štúdie Gemera 3, 230-262.
- 1986 Značky na keramike vrcholného stredoveku a novoveku zo Slovenska. In: Historica 32-33/1981-82, 19-34.
- 1987 Začiatky stredovekého osídlenia Liptova v archeologických nálezoch. In: Historica 34/1983, 41-59.
- 1987 Archeologický výskum sakrálnych stavieb v Liptovskej Mare a v Liptovskej Sielnici. In: Monumentorum tutela – Ochrana pamiatok 12, 61-90.
- 1988 Hrnčiarstvo, remeslo stredovekej dediny a mesta vo svetle archeologických prameňov. In: Historica 35-36/1985-86, 105-139.
- 1989 Výsledky historicko-archeologického výskumu mestského hradu v Kremnici. In: Historica 39-40, 249-294.
- 1990 Historicko-archeologický výskum mestského hradu v Kremnici. In: Banské mestá na Slovensku, Martin, 73-81.
- 1991 Archäologische Erforschung der spätromanischen Kirche in Kremnické Bane. In: Musaica 22/1989, 177-197.
- 1991 Nádoby na pitie vína v stredoveku. In: Historica 39-40/1989, 201-214.
- 1992 Osídlenie Kremnice a okolia vo svetle archeologických nálezov. In: Kremnica. Martin, 17-41.
- 1996 Najvýznamnejšie poznatky z výskumu Banskoštiavnického dominikánskeho kláštora. Slovenská archeológia 44-2, 307-326. (tsz. Milan Hanuliak)
- 1996 Kremnický región a stredoslovenská banská oblasť – stredoveké osídlenie vo svetle archeologických výskumov. Bratislava. (habilitációs munka)
- 1996 Archeologický výskum hradu Šášov. In: Historica 42, 7-47.
- 1996 O tzv. bratislavských pohároch – príspevok k poznaniu keramických gotických pohárov. In: Zborník Slovenského národného múzea 90 – Archeológia 6, 197-204.
- 1996 Historische und archäologische Erforschung der Stadtburg von Kremnica (Kremnitz). Acta Archaeologica Academiae Scientiarum Hungaricae 48, 471-487.
- 1996 Archeologický výskum predrománskej rotundy a karnera zaniknutej osady Sv. Vavrinca v Bratislave. In: Archaeologia Historica 21, Brno, 241-251. (tsz. Branislav Lesák)
- 1997 Príspevok k štúdiu materiálnej kultúry na území Bratislavy v období stredoveku a na začiatku novoveku. In: Archaeologia Historica 22, Brno, 287-300.
- 1997 Stredoslovenská banská oblasť v stredoveku. In: Studia Academica Slovaca 26, 64-71.
- 1997 K technológii a lokalizácii výroby neskorogotických kachlíc na Slovensku. In: Zborník Slovenského národného múzea 91 – Archeológia 7, 197-204.
- 1999 Prímestské osady stredovekej Bratislavy – interpretácia Václava Mencla a súčasný stav výskumu. In: Život a dielo Václava Mencla na Slovensku. Bratislava, 59-64.
- 1999 K otázke stavania kachľových pecí v dedinských domoch na území Slovenska v stredoveku. In: Archaeologia Historica 24, Brno, 401-408.
- 2000 O histórii a živote v stredovekej Bratislave. In: Studia Academica Slovaca 29, 106-117.
- 2003 Mittelalterliche und neuzeitliche Glasfunde aus der Slowakei – Stand und Forschung. In: Auf gläsernen Spuren. Wien, 91-106.
- 2003 Gotická keramika na Slovensku. In: Gotika – dejiny slovenského výtvarného umenia, Bratislava, 545-552.
- 2005 Kachliarstvo v stredovekom meste Bratislava a v bratislavskom regióne. In: Gotické a renesančné kachlice v Karpatoch. Trebišov, 131-148.

## Kitüntetései és emlékezete
- 2006 Aevum medium – zborník na počesť Jozefa Hošša. Bratislava (szerk. Jozef Zábojník)
- 2009 Szent Gorazd nagymedál

## Külső hivatkozások
- Pozsonyi Régészeti Tanszék
- osobnosti.sk
- interjú[halott link]
- Jozef Hoššo fényképe a zsolnai ásatáson